# Martin Hagström
Jens Martin Hagström, född 26 maj 1973 i Täby församling, Stockholms län, är en svensk diplomat. Han var 2016–2019 ambassadör vid Sveriges ambassad i Kiev.

## Biografi
Hagström anlände till Kiev i september 2016. Innan sitt nuvarande uppdrag tjänstgjorde Hagström som ambassadör för Östliga partnerskapet vid UD i Stockholm 2013–2016. 2010–2013 var han chef för UD:s Östeuropagrupp. Han var tidigare stationerad vid bland annat Sveriges ständiga representation vid EU samt generalkonsulatet i Sankt Petersburg. Innan han påbörjade sin diplomatiska karriär arbetade Hagström som journalist.
Hagström har utbildning från Stockholms universitet. Han talar engelska, ryska och franska. Han är bror till forskaren Mirjam Hagström och musikern Magnus Hagström samt kusin till statsvetaren Linus Hagström. Han är barnbarnsbarn till skolledaren Arvid Hagström.